# Canberra Track Classic 2021
Das Canberra Track Classic 2021 war eine Leichtathletik-Veranstaltung die am 11. März 2021 am AIS Athletics Track in der australischen Hauptstadt Canberra stattfand. Sie war die dritte Veranstaltung der World Athletics Continental Tour und zählt zu den Bronze-Meetings, der dritthöchsten Kategorie dieser Leichtathletik-Serie. Zudem ist es Teil der Australian Athletics Tour Tour.

## Resultate

### Männer

#### 100 m
| Platz | Athlet           | Land | Zeit (s) |
| ----- | ---------------- | ---- | -------- |
| 1     | Rohan Browning   | AUS  | 10,34    |
| 2     | Jack Hale        | AUS  | 10,42    |
| 3     | Jake Penny       | AUS  | 10,46    |
| 4     | Nicholas Andrews | AUS  | 10,52    |
| 5     | Zach Holdsworth  | AUS  | 10,59    |
| 6     | Joshua Azzopardi | AUS  | 10,61    |
| 7     | Christopher Ius  | AUS  | 10,63    |
| 8     | Michael Romanin  | AUS  | 10,68    |
| 9     | Jin Su Jung      | AUS  | 10,73 SB |

#### 400 m
| Platz | Athlet         | Land | Zeit (s) |
| ----- | -------------- | ---- | -------- |
| 1     | Alexander Beck | AUS  | 45,85 SB |
| 2     | Louis Stenmark | AUS  | 46,88    |
| 3     | Ian Halpin     | AUS  | 47,13    |
| 4     | Kevin Rassool  | AUS  | 47,15 SB |
| 5     | Ross Hyne      | AUS  | 47,22 SB |
| 6     | Reece Holder   | AUS  | 47,24    |
| 7     | Keegan Bell    | AUS  | 47,71    |

#### 800 m
| Platz | Athlet           | Land | Zeit (min)    |
| ----- | ---------------- | ---- | ------------- |
| 1     | Peter Bol        | AUS  | 1:45,23 WL SB |
| 2     | Brad Mathas      | NZL  | 1:46,01 PB    |
| 3     | Jared Micallef   | AUS  | 1:47,00 PB    |
| 4     | Jeffrey Riseley  | AUS  | 1:47,10 SB    |
| 5     | Luke Mathews     | AUS  | 1:48,11 SB    |
| 6     | Mason Cohen      | AUS  | 1:48,55       |
| 7     | Jordan Williamsz | AUS  | 1:48,76 SB    |
| 8     | Luke Shaw        | AUS  | 1:49,02 PB    |
|       | Joseph Deng      | AUS  | DNF (Pace)    |

#### 1500 m
| Platz         | Athlet          | Land       | Zeit (min) |
| ------------- | --------------- | ---------- | ---------- |
| 1             | Jye Edwards     | AUS        | 3:37,30 PB |
| 2             | Tomas Palfrey   | AUS        | 3:40,79 PB |
| 3             | Jaryd Clifford  | AUS        | 3:41,34 PB |
| 4             | Adam Pyke       | AUS        | 3:42,38 SB |
| 5             | Duncan Miller   | AUS        | 3:47,22 PB |
| 6             | Sam Williams    | AUS        | 3:48,18    |
| 7             | Sam Byrne       | AUS        | 3:49,83    |
| 8             | Simon Rogers    | NZL        | 3:49,94    |
| 9             | Tim Logan       | AUS        | 3:50,83 SB |
| 10            | Adam Goddard    | AUS        | 3:57,10    |
|               | James Nipperess | AUS        | DNF (Pace) |
| Reece Langdon | AUS             | DNF (Pace) |            |

#### 110 m Hürden
| Platz | Athlet           | Land | Zeit (s) |
| ----- | ---------------- | ---- | -------- |
| 1     | Nicholas Hough   | AUS  | 13,63 SB |
| 2     | Nicholas Andrews | AUS  | 13,81    |
| 3     | Jacob McCorry    | AUS  | 14,08 SB |
| 4     | Jascha Coetser   | AUS  | 14,77    |
| 5     | Noah Rogers      | AUS  | 15,23 SB |
| 6     | Alex Schaffere   | AUS  | 15,63    |
|       | Alec Diamond     | AUS  | DNS      |

Wind: +0,3 m/s

#### 400 m Hürden
| Platz | Athlet          | Land | Zeit (s)    |
| ----- | --------------- | ---- | ----------- |
| 1     | Chris Douglas   | AUS  | 50,12 WL SB |
| 2     | Angus Proudfoot | AUS  | 51,20 SB    |
| 3     | Conor Fry       | AUS  | 51,21 PB    |
| 4     | Luke Major      | AUS  | 52,04       |
| 5     | Harvey Murrant  | AUS  | 52,08 SB    |
| 6     | Thomas Hunt     | AUS  | 52,59 PB    |
| 7     | Bryce Collins   | AUS  | 52,86 SB    |
| 8     | Mark Fokas      | AUS  | 53,12       |

#### Hochsprung
| Platz | Athlet           | Land | Höhe (m) |
| ----- | ---------------- | ---- | -------- |
| 1     | Joel Baden       | AUS  | 2,19     |
| 2     | Brandon Starc    | AUS  | 2,19     |
| 3     | Marco Fassinotti | ITA  | 2,15     |
| 4     | Oscar Miers      | AUS  | 2,10 SB  |
| 5     | Matthew Tilley   | AUS  | 2,10     |
| 6     | Sean Szalek      | AUS  | 2,06     |

#### Weitsprung
| Platz | Athletin           | Land | Weite (m) |
| ----- | ------------------ | ---- | --------- |
| 1     | Chris Mitrevski    | AUS  | 8,03 SB   |
| 2     | Alec Diamond       | AUS  | 7,74 PB   |
| 3     | Henry Smith        | AUS  | 7,60 SB   |
| 4     | William Freyer     | AUS  | 7,52      |
| 5     | Zane Branco        | AUS  | 7,43      |
| 6     | Jeremy Andrews     | AUS  | 7,36      |
| 7     | Angus Gould        | AUS  | 7,05      |
| 8     | Amiru Chandrasena  | AUS  | 7,03      |
| 9     | Nicholas Hum (T20) | AUS  | 6,63      |
| 10    | Ari Gesini (T38)   | AUS  | 5,51      |

#### Speerwurf
| Platz | Athlet                | Land | Weite (m) |
| ----- | --------------------- | ---- | --------- |
| 1     | Liam O’Brien          | AUS  | 74,81     |
| 2     | Cameron McEntyre      | AUS  | 72,51     |
| 3     | Nash Lowis            | AUS  | 69,21 SB  |
| 4     | William Irish         | AUS  | 61,61 PB  |
| 5     | Jonathan Bell         | AUS  | 55,00     |
| 6     | Jayden Sawyer (F38)   | AUS  | 46,17     |
| 7     | Cameron Crombie (F38) | AUS  | 44,18     |

### Frauen

#### 100 m
| Platz | Athlet            | Land | Zeit (s) |
| ----- | ----------------- | ---- | -------- |
| 1     | Hana Basic        | AUS  | 11,48    |
| 2     | Riley Day         | AUS  | 11,57    |
| 3     | Ebony Lane        | AUS  | 11,61    |
| 4     | Taylah Cruttenden | AUS  | 11,62    |
| 5     | Naa Anang         | AUS  | 11,74 SB |
| 6     | Monique Quirk     | AUS  | 11,98    |

Wind: −0,9 m/s

#### 400 m
| Platz | Athlet                  | Land | Zeit (s) |
| ----- | ----------------------- | ---- | -------- |
| 1     | Angeline Blackburn      | AUS  | 53,58 SB |
| 2     | Rebecca Bennett         | AUS  | 53,68 SB |
| 3     | Anneliese Rubie-Renshaw | AUS  | 53,74    |
| 4     | Kendra Hubbard          | AUS  | 54,82    |

#### 800 m
| Platz | Athlet          | Land | Zeit (min) |
| ----- | --------------- | ---- | ---------- |
| 1     | Catriona Bisset | AUS  | 2:00,19 SB |
| 2     | Ellie Sanford   | AUS  | 2:04,27 PB |
| 3     | Gigi MacCagnini | AUS  | 2:04,81 PB |
| 4     | Brittany Kaan   | AUS  | 2:06,35    |
| 5     | Hannah Cox      | AUS  | 2:07,60    |

#### 1500 m
| Platz | Athlet                 | Land | Zeit (min)    |
| ----- | ---------------------- | ---- | ------------- |
| 1     | Linden Hall            | AUS  | 4:02,02 WL SB |
| 2     | Abbey Caldwell         | AUS  | 4:10,25 PB    |
| 3     | Keely Small            | AUS  | 4:12,86       |
| 4     | Sarah Eckel            | AUS  | 4:16,53       |
| 5     | Imogen Stewart         | AUS  | 4:17,14 PB    |
| 6     | Jaylah Hancock-Cameron | AUS  | 4:17,92 SB    |
| 7     | Holly Campbell         | AUS  | 4:19,48       |
|       | Klara Dess             | AUS  | DNF (Pace)    |

#### 100 m Hürden
| Platz | Athlet          | Land | Zeit (s) |
| ----- | --------------- | ---- | -------- |
| 1     | Abbie Taddeo    | AUS  | 13,33    |
| 2     | Celeste Mucci   | AUS  | 13,43    |
| 3     | Brianna Beahan  | AUS  | 13,43    |
| 4     | Hannah Jones    | AUS  | 13,44    |
| 5     | Imogen Breslin  | AUS  | 13,96    |
| 6     | Lateisha Willis | AUS  | 14,08    |

Wind: +0,4 m/s

#### 400 m Hürden
| Platz | Athlet           | Land | Zeit (s) |
| ----- | ---------------- | ---- | -------- |
| 1     | Lauren Boden     | AUS  | 57,16    |
| 2     | Genevieve Cowie  | AUS  | 59,46    |
| 3     | Brodee Mate      | AUS  | 60,04    |
| 4     | Ashleigh Palmer  | AUS  | 60,64    |
| 5     | Susie Douglas    | AUS  | 62,54 SB |
| 6     | Susie Seitaridis | AUS  | 62,70    |

#### Hochsprung
| Platz | Athletin         | Land | Höhe (m) |
| ----- | ---------------- | ---- | -------- |
| 1     | Nicola McDermott | AUS  | 1,91     |
| 2     | Alysha Burnett   | AUS  | 1,80 SB  |
| 3     | Emily Whelan     | AUS  | 1,75     |

#### Weitsprung
| Platz | Athlet             | Land | Weite (m) |
| ----- | ------------------ | ---- | --------- |
| 1     | Annie McGuire      | AUS  | 6,36 SB   |
| 2     | Jessie Harper      | AUS  | 6,13      |
| 3     | Bethany Kranendonk | AUS  | 6,05      |
| 4     | Samantha Dale      | AUS  | 6,04      |
| 5     | Rellie Kaputin     | PNG  | 5,95      |
| 6     | Sarah Walsh (T64)  | AUS  | 5,49      |
| 7     | Vanessa Low (T61)  | AUS  | 5,05      |
| 8     | Tay-Leiha Clark    | AUS  | 4,11      |

#### Speerwurf
| Platz | Athletin             | Land | Weite (m) |
| ----- | -------------------- | ---- | --------- |
| 1     | Mackenzie Little     | AUS  | 58,43     |
| 2     | Kelsey-Lee Barber    | AUS  | 53,46     |
| 3     | Mackenzie Mielczarek | AUS  | 51,92 PB  |
| 4     | Jess Bell            | AUS  | 51,78     |
| 5     | Katrina Blackett     | AUS  | 49,15     |
| 6     | Salumi Robberts      | AUS  | 49,01     |
| 7     | Lianna Davidson      | AUS  | 48,46     |
| 8     | Kiarna Woolley-Blain | AUS  | 43,90     |